# Dicranomyia trifilamentosa
Dicranomyia trifilamentosa är en tvåvingeart som först beskrevs av Alexander 1932.  Dicranomyia trifilamentosa ingår i släktet Dicranomyia och familjen småharkrankar. Inga underarter finns listade i Catalogue of Life.